# Żegocina
Żegocina est une localité polonaise, siège de la gmina de Żegocina, située dans le powiat de Bochnia en voïvodie de Petite-Pologne.